# Temporada 1974 del Campeonato del Mundo de Motociclismo
La temporada de 1974 del Campeonato del Mundo de Motociclismo fue la 26.º edición del Campeonato Mundial de Motociclismo.

## Desarrollo y resultados
MV Agusta y Phil Read ganó su segunda corona sucesiva de 500cc. Sería el último campeonato mundial de la firma italiana y su decimoséptimo título consecutivo de 500 cc. Giacomo Agostini cambió a moto de dos tiempos de la marca Yamaha pero tuvo problemas por lesiones y problemas mecánicos. Suzuki comenzó a competir con Barry Sheene y Jack Findlay con una cuatro cilindros de dos tiempos. MV Agusta se retiró de la categoría de 350 cc, llevándose a Agostini su decimocuarto título mundial. Walter Villa relevó al difunto Renzo Pasolini y ganó la corona de 250 cc con una Harley-Davidson. Después de la compra de la fábrica Aermacchi, revisaron y cambiaron el nombre de las motociclietas. Kent Andersson ganó su segundo título de la categoría de 125cc. Kreidler continuó dominando la categoría de 50 cc con el holandés Henk van Kessel ganando la corona.
La seguridad continuó siendo un problema para la mayoría de los pilotos, como lo demuestra el boicot por lluvia Gran Premio de Alemania en Nürburgring Nordschleife ya que la pista no había sido equipada con balas de paja. Así, los pilotos alemanes bastante desconocidos se llevaron todas las victorias. Sirvió como punto focal en el debate cada vez más amargo sobre la seguridad. El piloto británico Billie Nelson murió después de estrellarse contra la multitud durante el Gran Premio de Yugoslavia de 250 cc, hiriendo a varios espectadores. Moriría en el hospital esa misma noche.

## Calendario y resultados
| Ronda | Fecha            | Gran Premio                     | Circuito                 | Ganador 50cc         | Ganador 125cc    | Ganador 250cc     | Ganador 350cc    | Ganador 500cc    |
| ----- | ---------------- | ------------------------------- | ------------------------ | -------------------- | ---------------- | ----------------- | ---------------- | ---------------- |
| 1     | 21 de abril      | Gran Premio de Francia          | Charade                  | Henk van Kessel      | Kent Andersson   |                   | Giacomo Agostini | Phil Read        |
| 2     | 28 de abril      | Gran Premio de Alemania         | Nürburgring Nordschleife | Ingo Emmerich        | Fritz Reitmaier  | Helmut Kassner    | Helmut Kassner   | Edmund Czihak    |
| 3     | 5 de mayo        | Gran Premio de Austria          | Salzburgring             |                      | Kent Andersson   |                   | Giacomo Agostini | Giacomo Agostini |
| 4     | 19 de mayo       | Gran Premio de las Naciones     | Imola                    | Henk van Kessel      | Ángel Nieto      | Walter Villa      | Giacomo Agostini | Franco Bonera    |
| 5     | 6 de junio       | TT Isla de Man                  | Snaefell Mountain        |                      |                  | Charlie Williams  | Tony Rutter      | Phil Carpenter   |
| 6     | 29 de junio      | Gran Premio de los Países Bajos | Assen                    | Herbert Rittberger   | Bruno Kneubühler | Walter Villa      | Giacomo Agostini | Giacomo Agostini |
| 7     | 7 de julio       | Gran Premio de Bélgica          | Spa                      | Gerhard Thurow       | Ángel Nieto      | Kent Andersson    |                  | Phil Read        |
| 8     | 21 de julio      | Gran Premio de Suecia           | Anderstorp               | Henk van Kessel      | Kent Andersson   | Takazumi Katayama | Teuvo Länsivuori | Teuvo Länsivuori |
| 9     | 28 de julio      | Gran Premio de Finlandia        | Imatra                   | Julien van Zeebroeck |                  | Walter Villa      | John Dodds       | Phil Read        |
| 10    | 25 de agosto     | Gran Premio de Checoslovaquia   | Brno                     | Henk van Kessel      | Kent Andersson   | Walter Villa      |                  | Phil Read        |
| 11    | 8 de septiembre  | Gran Premio de Yugoslavia       | Opatija                  | Henk van Kessel      | Kent Andersson   | Chas Mortimer     | Giacomo Agostini |                  |
| 12    | 22 de septiembre | Gran Premio de España           | Circuito de Montjuïch    | Henk van Kessel      | Benjamin Grau    | John Dodds        | Víctor Palomo    |                  |